# Dysommidae
Dysommidae zijn een familie van straalvinnige vissen uit de orde van Palingachtigen (Anguilliformes).

## Taxonomische status
Dysommidae staat volgens ITIS geklasseerd als ongeldig junior synoniem en wordt dusdanig niet meer gebruikt en is niet meer dan een synoniem van de  subfamilie Ilyophinae uit de familie Synaphobranchidae